# Philodryas mattogrossensis
Philodryas mattogrossensis är en ormart som beskrevs av Koslowsky 1898. Philodryas mattogrossensis ingår i släktet Philodryas och familjen snokar. Inga underarter finns listade i Catalogue of Life.
Denna orm förekommer i Brasilien (delstater Mato Grosso och Mato Grosso do Sul), östra Bolivia, Paraguay och norra Argentina. Den lever i landskapet Gran Chaco som kännetecknas av savanner och skogar. Individerna vistas på marken och klättrar i träd. De äter ödlor, groddjur och gnagare. Honor lägger ägg.
Beståndet hotas lokalt av skogsröjningar. Hela populationen anses vara stabil. IUCN listar arten som livskraftig (LC).